# Curături (okręg Alba)
Curături – wieś w Rumunii, w okręgu Alba, w gminie Roșia Montană. W 2011 roku liczyła 169 mieszkańców.